# Montrouge
Montrouge es una ciudad y comuna francesa, en la región de Isla de Francia, departamento de Altos del Sena, en el distrito de Antony. La comuna coincide con el cantón homónimo.
Su población municipal en 2007 era de 46 500 habitantes.
Está integrada en la Communauté de communes de Châtillon-Montrouge.

## Historia
Hay muchas tradiciones pintorescas acerca del nombre "Montrouge", pero parece ser que, de hecho, viene de las palabras latinas monte (montaña) y rubeus (rojo), dando como resultado "montaña roja", dado el color rojizo de la tierra en esta zona.
El nombre de la comunidad aparece mencionado por primera vez en documentos monásticos en 1194.
A lo largo de la Edad Media, la aldea albergó varios monasterios y órdenes religiosas, mientras que en el siglo XV se convirtió en el centro de las canteras usadas para la reconstrucción de París. A finales del siglo XVI, la llanura de Montrouge fue nombrada "reserva para cacerías reales", y durante los siglos XVII y XVIII fue conocida por sus molinos, los cuales han desaparecido por completo.
El 1 de enero de 1860, la ciudad de París fue ampliada mediante la adición de comunas colindantes. En esta ocasión, la mayor parte de la comuna de Montrouge fue anexionada a París, constituyendo lo que se conoce hoy en día como Petit-Montrouge, en el distrito 14 de París. El resto de Montrouge siguió siendo una ciudad independiente.
En 1875, la ciudad le ganó algunos miles de metros cuadrados a las comunas adyacentes de Châtillon y Bagneux, principalmente en el barrio llamado Haut Mesnil.

## Demografía
| 869 | 810 | 1128 | 1464 | 7125 | 5995 | 7813 | 9223 | 9910 | 3534 | 4809 | 4377 | 6371 | 8595 | 10 334 | 11 992 | 14 317 | 17 298 | 19 261 | 22 771 | 25 813 | 26 310 | 30 343 | 33 260 | 34 735 | 36 298 | 45 260 | 44 922 | 40 304 | 38 517 | 38 106 | 37 733 | 46 500 |
| Para los censos de 1962 a 1999 la población legal corresponde a la población sin duplicidades (Fuente: INSEE [Consultar]) |     |      |      |      |      |      |      |      |      |      |      |      |      |        |        |        |        |        |        |        |        |        |        |        |        |        |        |        |        |        |        |        |